# Adriaen Lommelin
Adriaen Lommelin, né en 1620 à Amiens et mort en 1673 à Anvers, est un graveur flamand.
Lommelin travaillait dans l'atelier de Rubens, dans l'équipe de graveurs chargés de la production des estampes gravées d'après l'œuvre du maître. C'est dans cet atelier qu'il rencontra Van Dyck qui le débaucha par la suite, avec d'autres graveurs de Rubens, afin de participer à l'édition de l'Icones Principum Virorum, le grand recueil de portraits gravés d'après l'œuvre de Van Dyck.
Au côté d'autres graveurs anversois, Lommelin grava ainsi quelques planches pour cette iconographie de Van Dyck. Le style figé de ses portraits aux postures assez raides tranche fortement avec les planches gravées par ses collègues comme Paulus Pontius, Lucas Vorsterman ou encore Peter de Jode qui sont beaucoup plus lyriques et proches des œuvres de Van Dyck qu'ils étaient chargés de reproduire. Le burin de Lommelin reste austère et n'entre pas vraiment dans l'envolée du baroque.

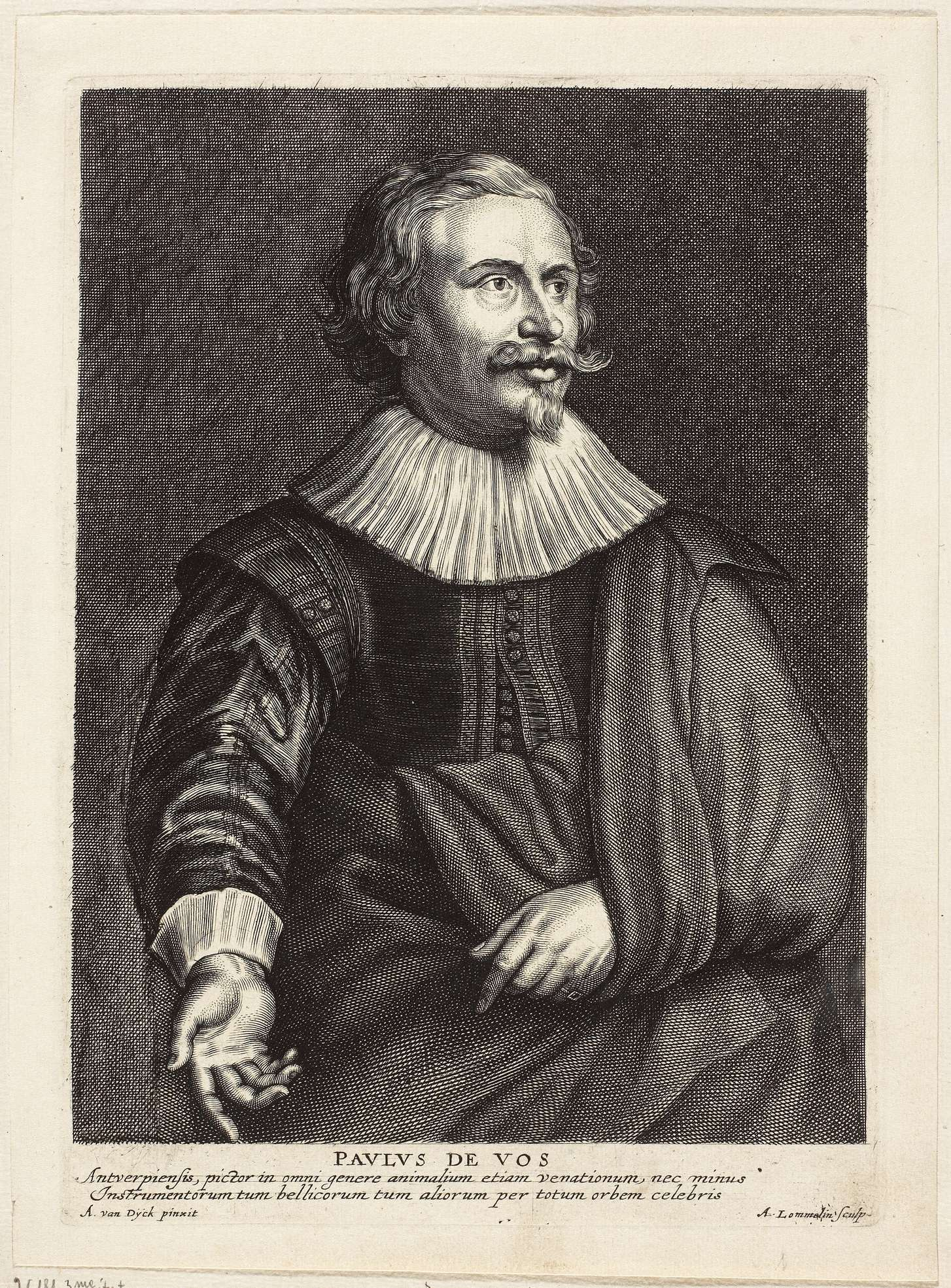
Portrait de Paul de Vos au burin, d'après Atoine van Dyck. Parue dans lIcones Principum Virorum de Van Dyck (1640-1645), cette estampe est l'inversé du même portrait antérieur à l'eau forte par Van Dyck.

Liste non exhaustive de quelques portraits gravée par Lommelin pour diverses éditions de l'icones Principum Viorum.
- Frédéric de Marselaer, bourgmestre de Bruxelles.
- Zegerus van Hontsum, théologien anversois, chanoine et pénitencier de la Cathédrale d'Anvers.
- Marie de Barbancon, vicomtesse de Dave, princesse d'Arenberg, épouse du duc Albert d'Arenberg, prince de Barbançon, gouverneur de Namur.
- Margaret Lemon, maîtresse de Van Dyck.
- Catharina Howard, comtesse de Newburgh, lady d'Aubigny. (publiée dans l'édition de Gillis Hendrix en 1650).
- Schelte a. Bolswert, graveur au burin anversois ayant aussi participé à l'iconographie. (Portrait gravé en 1640 et édité 1650).
- Jacob Leroy, chevalier, seigneur de Herbaix  (gravé en 1654).
- Jean Charles de la Faille, d'Anvers, jésuite et mathématicien anversois.
- Alexandre de la Faille, (édition de 1645).
- Ferdinand d'Autriche, Archiduc, infant d'Espagne, gouverneur des Pays-Bas. Éditée en 1645.
- Philippe Le Roy, Baron de Broechem, (gravé d’après la gravure de Paulus Pontius qui est elle-même un inversé de l'eau forte de Van Dyck).
- Marie de Raedt, (épouse de Philippe le Roy).
- Charles Ier , roi d'Angleterre.
- Paul de Vos, peintre baroque anversois. (Gravée en inversé d'après le portrait à l'eau forte de Van Dyck terminé au burin par Schelte a. Bolswert et Joan Meyssens).
- Jean de Wael I, graveur anversois et peintre d'histoire.